# IC 3871
IC 3871 ist eine elliptische Galaxie vom Hubble-Typ E0 im Sternbild Coma Berenices am Nordsternhimmel. Sie ist schätzungsweise 867 Millionen Lichtjahre von der Milchstraße entfernt und hat einen Durchmesser von etwa 100.000 Lichtjahren. 

Im selben Himmelsareal befinden sich u. a. die Galaxien IC 3867, IC 3869, IC 3872, IC 3873.
Das Objekt wurde am 27. Januar 1904 von Max Wolf  entdeckt.